# Équipe de Slovaquie masculine de volley-ball
Cet article traite de l'équipe masculine. Pour l'équipe féminine, voir Équipe de Slovaquie féminine de volley-ball.
L'équipe de Slovaquie de volley-ball est composée des meilleurs joueurs slovaques sélectionnés par la Fédération Slovaque de Volley-Ball (Slovenská Volejbalová Federácia, SVF). Elle est classée au 36e rang de la Fédération Internationale de Volleyball au 4 janvier 2014.

## Palmarès et parcours

### Palmarès
- Ligue européenne
  - Vainqueur : 2008, 2011
  - Troisième : 2007
  - Quatrième : 2009

### Parcours

#### Championnats d'Europe
| - 1948 : Non participant - 1950 : Non participant - 1951 : Non participant - 1955 : Non participant - 1955 : Non participant - 1963 : Non participant - 1967 : Non participant - 1971 : Non participant - 1975 : Non participant - 1977 : Non participant |  | - 1979 : Non participant - 1981 : Non participant - 1983 : Non participant - 1985 : Non participant - 1987 : Non participant - 1989 : Non participant - 1991 : Non participant - 1993 : Non participant - 1995 : Non qualifié - 1997 : 8e |  | - 1999 : Non qualifié - 2001 : 9e - 2003 : 11e - 2005 : Non qualifié - 2007 : 12e - 2009 : 11e - 2011 : 5e - 2013 : 12e - 2015 : 14e - 2017 : 15e |  | - 2019 : 19e - 2021 : 19e - 2023 : Non qualifié |

#### Ligue mondiale
| - 1990 : non participant - 1991 : non participant - 1992 : non participant - 1993 : non participant - 1994 : non participant - 1995 : non participant - 1996 : non participant - 1997 : non participant - 1998 : non participant - 1999 : non participant | - 2000 : non participant - 2001 : non participant - 2002 : non participant - 2003 : non participant - 2004 : non participant - 2005 : non participant - 2006 : non participant - 2007 : non participant - 2008 : non participant - 2009 : non participant | - 2010 : non participant - 2011 : non participant - 2012 : non qualifié - 2013 : non participant - 2014 : 24e - 2015 : 23e - 2016 : 21e - 2017 : 19e - 2018 : 11e - 2019 : 8e | - 2021 : 10e - 2022 : 10e - 2023 : 12e - 2024 : non participant |

#### Ligue européenne
| - 2004 : 8e - 2005 : 6e - 2006 : 7e - 2007 : 3e - 2008 : Vainqueur - 2009 : 4e - 2010 : 6e - 2011 : Vainqueur - 2012 : 4e |

## Sélectionneurs
- 2013-2015 :  Flavio Gulinelli
- 22 juillet 2015-9 mars 2016 :  Alberto Giuliani